# قفاز طبي

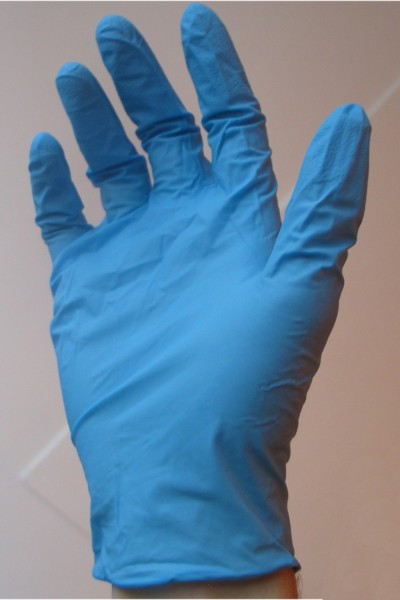
قفازات طبية.

القفازات الطبية هي ملابس طبية تلبس في الأيدي لتأمين حماية ظروف صحية في المستشفى وذلك بعدم تعريض المريض للعدوى. بالإضافة لحمايتها للمريض تحمي القفازات أيضاً الأخصائي الطبي (طبيب، ممرض...الخ) من الأمراض التي من الممكن أن تنتقل له عن طريق ملامسة سوائل جسم للمريض.

## أنواع القفازات
هناك نوعان للقفازات. قفازات للفحص وقفازات للعمليات الجراحية. تكون قياسات قفازات العمليات الجراحية أدق ومصنعة بمواصفات أعلى.

## تصنيع القفازات
تصنع القفازات الطبية عادة من مادة المطاط ويوضع عليها بودرة نشاء الذرة لتزييت القفازات وجعلها أسهل للارتداء.
بسبب زيادة نسبة الحساسية للمطاط الذي تصنع منه القفازات عند الأطباء والناس العاديين، فقد أصبح التوجه لصنع قفازات مصنوعة من مواد لا مطاطية مثل مادة الفاينيل أو نترال المطاط، ولكنها لم تستبدل بالكامل القفازات المطاطية وذلك لأن القفازات المطاطية تكون أشد إحكاماً على الأيدي.

## تاريخ
تم تصنيع أول قفازات طبية غير قابلة لإعادة الاستخدام في عام 1964 من قبل شركة أنسيل الأسترالية.